# الهيئة السعودية للسياحة
الهيئة السعودية للسياحة هو جهاز تابع لوزارة السياحة في المملكة العربية السعودية يهتم بتعزيز صناعة السفر والسياحة في البلاد.
تأسست الهيئة في مارس 2020 من قبل الملك سلمان لدعم نمو قطاع السفر والسياحة من خلال تلبية احتياجات شركات السياحة والشركاء التجاريين الآخرين.، وهي المروج الرسمي لمنصّة «روح السعودية» وتُشرف على الحملات التسويقية المتعلقة بالسياحة محليًا ودوليًا.

## تاريخ الهيئة
الهيئة السعودية للسياحة تأسست في 10 مارس 2020 بموجب مرسوم ملكي صادر عن الملك سلمان بعد موافقة مجلس الوزراء بناءً على توصية مجلس الشؤون الاقتصادية والتنمية.

## مهام الهيئة
تتلخص مهام الهيئة السعودية للسياحة  في التالي:
1. تعزيز مكانة السعودية كمقصد سياحي رئيسي والعمل على ترويجها على الساحتين الدولية والمحلية بهدف جذب الزوار ودعم النشاط السياحي.
2. تطوير وتسويق الباقات والعروض السياحية بالشراكة مع القطاع الخاص، مع التأكيد على الإشراف الفعال على توزيعها ضمن الأسواق المحلية والعالمية.
3. إدارة ومراقبة الحملات التسويقية والإعلانية للترويج للمقاصد السياحية السعودية وتعزيز صورتها.
4. الانخراط بفعالية في المعارض السياحية الوطنية والدولية[8] لتعزيز الوعي بالفرص السياحية في السعودية.
5. تقييم وتحليل تجارب السياح ومن ثم تقديم توصيات للتحسين إلى الجهات المختصة لرفع مستوى الخدمات السياحية.

## برامج وحملات الهيئة الترويجية
أطلقت الهيئة برنامج «تنفس روح السعودية» في يونيو 2020، والذي استمر بين 25 يونيو و30 سبتمبر، وشهد اختيار 10 مواقع سياحية طبيعية في جميع أنحاء البلاد للسياح والمسافرين لاستكشاف موسم الصيف في المملكة العربية السعودية. نظمت الهيئة موسم «الشتاء حولك» في ديسمبر 2020، والذي استمر بين 10 ديسمبر ونهاية مارس 2021، والذي شهد 17 وجهة تم اختيارها داخل المملكة العربية السعودية، مما يسمح للسياح والمسافرين باستكشاف التنوع الجغرافي والمناخي للبلاد خلال فصل الشتاء. أطلقت الهيئة مبادرة صناع السياحة في مارس 2021، التي تهدف إلى تشجيع مؤسسات الأعمال الصغيرة والمتوسطة في القطاع الخاص على الانخراط في صناعة السياحة المتنامية في البلاد. أطلقت الهيئة برنامج روح السعودية في ديسمبر 2021، الذي نظم فعاليات لعرض ثقافة المملكة العربية السعودية وتراثها بهدف استهداف السياح. من دول مجلس التعاون الخليجي وكذلك منطقة الشرق الأوسط.
وأعلن رئيس مجلس إدارة الهيئة ووزير السياحة أحمد الخطيب في مايو ٢٠٢٢، عن تعيين ليونيل ميسي كسفير للسياحة في البلاد، وتزامن ذلك أثناء عدد من الزيارات ترويجية في عامي ٢٠٢١ و ٢٠٢٢ لمدن مثل الرياض، الدرعية، جدة، والعُلا   وفي عام ٢٠٢٤، تزامن مع زيارته للمشاركة في مباريات كأس موسم الرياض، إطلاق حملة «السعودية فوق ما تتخيل». وفي 15 فبراير 2024 قامت روح السعودية بإطلاق حملة ترويجية جديدة تحت شعار "روح قبل لا يروح"، حيث تدعو من خلالها إلى الاستمتاع بالأجواء الشتوية التي شارفت على الانتهاء، وتهدف الحملة إلى الترويج للفعاليات والوجهات السياحية المميزة في الشهر الأخير من فعاليات موسم شتاء السعودية، الحملة تضمنت فعاليات يوم التأسيس وموسم الدرعية وموسم الرياض ولحظات العلا وفورمولا وان، إضافة إلى المزيد من العروض المميزة التي تجذب الزوار من كافة مناطق المملكة وتجذب السياح من مختلف دول العالم. وفي 1 إبريل 2024 أطلقت "روح السعودية" الحملة الترويجية لعيد الفطر المبارك ١٤٤٥هـ، تحت شعار "عيدكم هنا"، التي تهدف للاحتفاء بالعيد من خلال تقديم مجموعة واسعة من العروض والمنتجات السياحية المتميزة، حيث بلغ عددها أكثر من 120 منتجًا وعرضًا تشمل الوجهات التالية: الرياض والدمام وجدة وعسير، بالإضافة إلى كما تتضمن الفعاليات ألعابًا نارية وحفلات فنية وعروضًا مسرحية.
- في مايو 2024 وتحت شعار "تراها" أطلقت الهيئة السعودية للسياحة برنامج صيف السعودية 2024 في سبع وجهات سياحية في المملكة هي : الطائف وعسير والباحة ووجهة جديدة هي البحر الأحمر، بجانب الرياض وجدة و والعلا ، حيث سيشهد برنامج صيف السعودية في العام 2024 انطلاق موسم عسير وعودة موسم جدة ، بالإضافة إلى العديد من الفعاليات والحفلات والمنتجات المصممة للعوائل والأطفال، إضافة إلى تنظيم بطولة العالم للرياضات الإلكترونية وبطولات الملاكمة العالمية في جدة والرياض.[19]
- وفي يونيو 2024 اعتمدت المملكة لتكون وجهة سياحية رسمية للسياح من جمهورية الصين الشعبية، ابتداءً من 1 يوليو 2024، وذلك بعد سلسلة من الاجتماعات ومذكرات التفاهم والتعاون المشترك بين القطاع السياحي السعودي والصيني.[20][21]

## الجوائز
- جائزة التميز الكبرى في مهرجان دبي لينكس الدولي للإبداع 2024.[22]

## وصلات خارجية
- الموقع الرسمي